# Церковь Рождества Иоанна Предтечи (Боковская)
Церковь Рождества Иоанна Предтечи —  православный храм в станице Боковская Ростовской области. Принадлежит к Чернышевскому благочинию Шахтинской епархии Русской Православной Церкви.

## История
В 1866 году жители хутора Бокова выкупили в слободе Ефремово-Степановка, вотчине Войскового атамана С. Д. Ефремова (1753—1772), деревянную конструкцию церкви, перевезли и установили её в своем хуторе.
Собранный купленный дощатый храм без колокольни был обнесен каменной оградой. В 1868—1869 годах крышу и купол храма покрыли листовым железом, была пристроена колокольня. Храм со строениями к началу XX века образовал храмовый комплекс, в состав которого входили: двухкомнатная караулка с двумя комнатами, кирпиная четырехкомнатная церковно-приходская школа, кирпичный сарай, благоустроенный колодец. Рядом был построен причтовый дом. В храмовый причт входили три священника, дьякон и три псаломщика.
В 1920 году в храм попала молния, в храме произошел пожар, уничтоживший здание. На протяжении последующих долгих лет в хуторе не было своего храма.
После войны под храм был куплен жилой дом. После обустройства дома, в нем проходили богослужения. В 1989 году до был перестроен под храм, в нем появились купола. В 2000 году около храма была сооружена колокольня.
В храме почитаются святые иконы, привезенные прихожанами из паломнических поездок в афонские монастыри. В 2002 году мироточил образ Божией Матери «Иверская», хранимый в церкви.
Храм постепенно обустраивается: в 2010 году в нем проводился ремонт, были позолочены купола, в 2013 году к колокольне пристроили церковную лавку, в 2015 году построили приходское здание.

## Священнослужители
Настоятеля храма с 2010 года — Александр Левчик.